# 仲亀清進
仲亀清進（なかがめ きよのぶ、1965年 - ）は、日本の建築家。神奈川県生まれ。
1989年に日本大学理工学部建築学科卒業。近藤春司建築事務所を経て、1995年に仲亀清進建築事務所を設立。日本大学理工学部建築学科で非常勤講師も務める。

## 代表作
- 鶴見のアトリエ・住居
- 中台の家-1および2
- P-OFFICE
- SUNKEY
- 吉祥寺の家など